# المحطة (حديبو)

تعديل مصدري - تعديل

المحطة إحدى قرى مديرية حديبو التابعة لمحافظة سقطرى، بلغ تعداد سكانها 143 نسمة حسب تعداد اليمن لعام 2004.